# 웅천중학교 (충남)
웅천중학교(熊川中學校)는 대한민국 충청남도 보령시 웅천읍 대창리에 있는 공립 중학교이다.

## 학교 연혁
- 1955년 4월 27일 : 웅천중학교 설립인가(6학급) 및 개교
- 1955년 7월 4일 : 초대 김용효 교장 부임
- 1983년 11월 23일 : 웅천중학교 학급 증설인가(총 24학급)
- 1986년 11월 16일 : 웅천고등학교 설립 인가(9학급)
- 2022년 3월 1일 : 웅천중학교 제32대 한익희 교장 부임
- 2025년 1월 9일 : 웅천중학교 제70회 23명 졸업(총 11,907명)
- 2025년 3월 4일 : 입학생(25명)

## 참고 자료
- 웅천중학교 - 한국교육학술정보원 학교알리미